# FC Shukura Kobuleti
El FC Shukura Kobuleti (en georgià: შუქურა ქობულეთი) és un club de futbol georgià de Kobuleti, la segona ciutat més gran d'Adjària. que competeix actualment a la Erovnuli Liga. La paraula Shukura significa far, i és per això que aquesta és la imatge que hi ha a l'escut del club.

## Història
Fundat el 1968, el Shukura va jugar tres temporades a la tercera divisió soviètica.
Després de la creació d'una lliga georgiana independent l'any 1990, el club va participar en la segona divisió abans d'ascendir a la Umaglesi Liga la temporada 1993/94. Després d'una temporada, però, van perdre la categoria.
Una dècada més tard, l'equip va aconseguir un altre ascens la temporadal 2003/04, però davant de greus problemes financers, el club no va poder jugar a la primera categoria.
La temporada 2011/12 el Shukura va guanyar la tercera divisió i va pujar a la II lliga. Van tenir una altra temporada reeixida la 2013/14, quan el club va tornar a la màxima categoria i també va arribar per primera vegada a les semifinals de la Copa David Kipiani després d'eliminar dos clubs de primera divisió, el WIT Georgia i el Merani Martvili.
L'octubre de 2019 Giorgi Shashiashvili va ser nomenat entrenador del Shukura i un any més tard van aconseguir l'ascens a l'Erovnuli Liga després de 3 anys a segona tot i que no van aconseguir mantenir-se a primera.
El 2022, el Shukura va guanyar l'Erovnuli Liga 2 per tercera vegada en una dècada i va aconseguir el cinquè títol del campió de la segona divisió.
El mateix any de l'ascens, l'empresa de desenvolupament Alliance Group Holding es va confirmar com a accionista majoritari (83%) del club i el seu president Ayet Kukava es va fer càrrec de la part restant. A més d'aquests grans canvis al club, el Shukura no van poder jugar a casa durant tota la temporada, van rebre una sanció per un traspàs i, a més, se'ls va restar sis punts per problemes financers. Amb sis partits per jugar, Shukura va baixar oficialment a l'octubre. Al gener de 2024, la Federació de Futbol va anunciar que el club seria degradat a quarta divisió per no complir els requisits per a tenir la llicència.

## Palmarès
Erovnuli Liga 2 (5): 1992-93, 2003-04, 2013-14, 2020, 2022.

## Jugadors destacats
- Davit Khocholava, que més tard es va convertir en defensa del FC Xakhtar Donetsk, del FC Copenhaguen i membre de la selecció nacional, va jugar 25 partits amb Shukura la 2014/15.

## Estadi
El Chele Arena, rep el nom de Revaz Chelebadze el famós jugador de futbol nascut a Kobuleti, conegut com a Chelé en alusió a Pelé, per la seva habilitat amb la pilota. Té una capacitat de 6.000 seients.